# Nikolaj Znaider

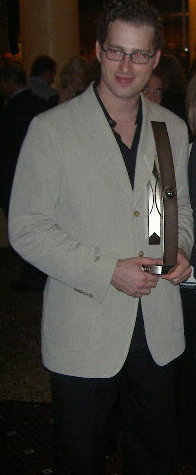
Nikolaj Znaider nel 2004

Nikolaj Znaider (Copenaghen, 5 luglio 1975) è un violinista e direttore d'orchestra danese.

## Biografia
Nato da genitori polacco-ebrei, Nikolaj Znaider ha iniziato a studiare il violino a Copenaghen presso la Accademia Reale Danese di Musica con Milan Vitek. Nel giugno 1992 all'età di 16 anni ha vinto il primo premio al Carl Nielsen International Music Competition. Nel 1992-93 prosegue gli studi alla Juilliard School di New York con Dorothy DeLay. Dal 1994 ha continuato a perfezionarsi con Boris Kuschnir al Conservatorio di Vienna. 
Nel 1995 vinse ex aequo il Concorso internazionale di violino Jean Sibelius. La sua carriera internazionale è cominciata quando ha vinto il Concours Reine Élisabeth di Bruxelles nel 1997. Da allora ha iniziato a collaborare con direttori d'orchestra come Daniel Barenboim, Herbert Blomstedt, Colin Davis, Mstislav Rostropovič e altri. Nel 2000 ha inciso il suo primo disco per la Emi (Bruch e Nielsen).
Negli ultimi anni ha indirizzato i suoi interessi anche verso la direzione d’orchestra. È stato direttore ospite principale della Swedish Chamber Orchestra. Nel 2010 Znaider ha assunto l’incarico di direttore ospite principale della Mariinskij Orchestra. Ha diretto la London Symphony Orchestra, l'Orchestre Philharmonique de Radio France, l'Orchestra nazionale russa e la Sächsische Staatskapelle Dresden.
Znaider si interessa della formazione di talenti musicali ed è fondatore e direttore artistico della scuola Nordic Music Academy (Hellerup, Danimarca). Znaider nel corso della sua carriera ha suonato diversi violini; attualmente suona un Guarneri del Gesù del 1741 precedentemente appartenuto a Fritz Kreisler.